# Nives Comas Casati
Nives Comas Casati (Feroleto Antico, 30 ottobre 1901 – Città  del Messico, 7 maggio 1990) è stata una pittrice, scenografa e stilista italiana.
Nives Comas Casati fu una pittrice, scenografa, customista e grafica italiana, famosa soprattutto per aver disegnato le divise del Palio di Ferrara rilanciato durante il Ventennio.

## Biografia
Figlia del nobile catalano Felice Michele Comas detto Feliù e della triestina Itala Dudovich, sorella del celebre cartellonista Marcello, giovani sposi immigrati in Italia che stabilirono i propri affari di commercio del sughero in Calabria e poi a Pola. Nives si trasferì poi a Milano affiliandosi alle attività dello zio, per il quale posò come modella di manifesti divenuti presto celebri (Rinascente e Fiat).
Cresciuta con la famiglia di Marcello, la moglie Elisa e la figlia Adriana, in vacanza con loro a Riccione conobbe l'oculista Emanuele Casati, appassionato di fotografia, pittura e teatro, sposandolo nel 1922 e trasferendosi a Ferrara, dove nel 1926 nacque l'unica figlia, Marisa. Nonostante il malessere di sentirsi "forestiera" nella città in cui abitavano, il marito appoggiò sempre le sue iniziative artistiche.

## Le attività a Ferrara
Dalla loro casa, dove Emanuele le creò uno studio con grandi vetrate e dove lei amava isolarsi per dipingere o creare bozzetti uscivano per recarsi spesso a serate di gala e per frequentare gli ambienti artistici nei quali Nives riuscì ad inserirsi, nonostante il “malessere” di base, grazie ai suoi molteplici interessi, dalla pittura, al teatro, dalla regia, alla recitazione e scenografia, inserendosi nel ricco clima artistico-culturale che ruotava attorno alle riviste Corriere Padano e "Rivista di Ferrara", dirette da Nello Quilici e spesso decorate con immagini della moglie, Mimì Quilici Buzzacchi. Per la "Rivista", Nives creò anche la copertina del n. 6 del 1934, dove si vede uno dei suoi modelli per l'imminente rinascita del Palio.
Al 1924 risale la prima esposizione, a Palazzo Santini, curandone la sistemazione e l'allestimento, dove espose ritratti ispirati alle donne calabre, in cui  si mischiavano la sua ricerca appassionata di colori con l'inclinazione Art Decò derivata dallo stile dello zio. Nel 1928 fu tra i disegnatori (assieme a Brunelleschi) dei cartelloni per il Gran Ballo in costume voluto da Italo Balbo per il 28 gennaio alla Borsa di Commercio,  opere che ne segnarono l'ingresso ufficiale nella vita artistica cittadina oltre all'iscrizione al Fascio femminile. Nello stesso anno, a Ferrara iniziò l'organizzazione delle prime celebrazioni ariostesche, rilanciando il periodo nel quale la città era una rinomata corte a livello nazionale. Rilancio, questo, tipico dell'ottica del Ventennio dentro la quale grande promotore a Ferrara fu Quilici.
Le prime opere teatrali di cui fu sia interprete che costumista e attrice, le diedero un rilievo non comune per una donna degli anni Trenta.

## La rinascita delPalio
Nel 1933, anno anche della famosa trasvolata del Gerarca, su iniziativa del podestà Renzo Ravenna, nell'ambito delle Celebrazioni Ariostesche si decise di ridare lustro anche al Palio rinascimentale di San Giorgio, celebrandolo il 4 giugno, risultato un'enorme attrattiva per la città richiamando ogni anno migliaia di visitatori.
Coadiuvata da Guido Angelo Facchini e Luigi Andreis, rifacendoci agli sfarzosi colori degli affreschi del Salone dei Mesi, si dimostrò abilissima costumista e scenografa nel creare gli abiti del rinnovato Palio, firmando con Amerigo Ferrari il manifesto dell'evento di «raffinato decorativismo», 
La Casati fu nominata membro della Sottocommissione per le manifestazioni folkloristiche popolari, scelta per organizzare la corsa del Palio - assieme a Guido Angelo Facchini (direttore dell'Istituto fascista di cultura e arte), gli ingegneri Baglioni e Savonuzzi, il ragioniere Nagliati, il professor Gualtiero Medri e il marchese Renzo Paolucci delle Roncole - con incarico ufficiale da parte di Ravenna il 17 novembre 1932. Le nobili famiglie che si sfidavano in epoca rinascimentale, furono sostituite da dai borghi e rioni cittadini, ognuno con uno stemma e colori specifici. Per la scelta dei materiali si appoggiò, oltre alle maestranze locali, a ditte milanesi e, grazie al supporto di Balbo, alle forze armate per gli oggetti più specifici come bardature, selle e reperimenti di cavalli e cavalieri.
Sempre nel 1933 collaborò come regista assieme ad Antonio Sturla al documentario Este Viva! Il Palio di S. Giorgio e curò l'arredo della Mostra d'arte moderna Emilia-Romagna in Piazzetta Sant'Anna, dove esposero artisti più o meno noti come, tra i primi, Filippo de Pisis, Achille Funi e Tato.

## La Libia
Quando Balbo fu trasferito in Libia (1934), fece ottenere ad Emanuele dapprima un ruolo come oculista e poi come direttore dell'ospedale (1939-1952) per fare in modo di poter avere ancora accanto Nives come collaboratrice preferita e fidata, assieme al gruppo "balbiano" costitutito tra gli altri da Galileo Cattabriga, Enzo Nenci, Felicita Frai, Funi e Mimì. Con quest'ultimi Nives decorò la chiesa di San Francesco a Tripoli ospitando anche lo zio nel 1937  e nel 1951. Nel 1938 creò i costumi dell'Ifigenia in Tauride (diretta da Guido Salvini, cori diretti da Fidelio Finzi), opera inaugurale al teatro di Sabratha e decorò con Melchiorre Melis, direttore della locale scuola di ceramica, le stanze del Circolo degli Italiani a Tripoli. Inscenò altre riviste satiriche (Via... col ghibli", "Ritorna il ghibli") illustrando anche i programmi di sala e pubblicando illustrazioni su "Libia" (dicembre 1937, maggio 1938).
Dopo la tragica morte di Balbo e Quilici a Tobruk (1940), restò ancora un anno per poi tornare con la figlia, spinte da Emanuele, in Italia come sfollate, chiedendo anche un aiuto economico per sostenersi. Rientrò in Libia dopo sei anni per restarvi un decennio, nel quale continuò con successo svariate attività (costumista, decoratrice, pittrice e scultrice di terrecotte a tema africano) e mentre a Ferrara si cercavano degli acquirenti per i preziosi vestiti creati da lei per il Palio, rientrando definitivamente in Italia nel 1956 con la figlia, seguendo la carriera di suo marito, giovane diplomatico, dapprima a Roma, dove abitava vicino al Lungotevere Flaminio, non lontano da Villa Borghese, dall'amica Mimì e da Emanuela Balbo poi Bucarest, dopo la morte di Emanuele nel 1972, dove riprese l'attività pittorica, ed infine Città del Messico, dove si è spenta novantenne.
Assieme a figure quali, tra le altre, Mimì Quilici Buzzacchi e Felicita Frai, contribuì a delineare «la fisionomia locale dell’arte al femminile».
Probabilmente è la modella del celebre ritratto eseguito negli anni Trenta dallo zio, col nome Ritratto di signora, ora conservato al Museo Revoltella.

## Opere

### Pittoriche
- 1934 - Donne calabresi
- La garçonne
- Donne in verde e viola

### Teatrali
- 1930 - Rivista Radiotelevisione, Teatro Comunale (con Janna Farini e Angelo Agujari) autrice e interprete, costumista in collaborazione con lo zio
- 1930 (18 giugno) - Notte a casa Romei, commedia musicale, autrice, interprete, costumista e creatrice delle acconciature
- 1933 - Rivista Lodovico, satira della vita ferrarese moderna (con Angelo Aguiari e Boari) scenografa, attrice e costumista.

## Filmati
- 1933 - Este Viva! Il Palio di S. Giorgio, documentario, con Antonio Sturla.

## Esposizioni
- 1924 - Circolo di lettura, Palazzo Santini
- 1932 - Collettiva, Ferrara, Castello Estense
- 1932 - Collettiva, Ferrara, Ridotto del Teatro Comunale (due pastelli con figure femminili di Feroleto)
- 1957 - Galleria San Sebastianello, Roma, con Dudovich (serie di cartapeste colorate)

### Retrospettive
- 1990 - IV Biennale Donna, Ferrara, Centro Attività Visive, 03/03-29/04.

## Riconoscimenti
- 1987 - Le è stato intitolato il premio per la migliore coreografia della sfilata del Palio di Ferrara.